# São Gabriel da Palha
São Gabriel da Palha é um município brasileiro no estado do Espírito Santo, Região Sudeste do país. Localiza-se na região noroeste capixaba, a 210 km da capital capixaba, Vitória. Ocupa uma área de 434,887 km², sendo que 6 km² estão em perímetro urbano, e sua população foi estimada em 39 085 habitantes em 2021.
A formação do núcleo urbano que deu origem à cidade se deve principalmente ao estabelecimento de imigrantes europeus na primeira metade do século XX. Em vista do crescimento populacional e econômico, a localidade foi reconhecida como distrito de Colatina em 1949, vindo a se emancipar em 1963. Considerável parte do desenvolvimento observado no decorrer desse século se deve ao café, que permanece entre as principais atividades econômicas de São Gabriel da Palha.
O município é um dos principais produtores de café do tipo conilon do Brasil, variedade presente na cidade desde a década de 1970. Além da cafeicultura, figuram entre as atividades econômicas mais importantes a pecuária, a indústria de confecção e a prestação de serviços. Fazendas e cachoeiras na zona rural estão entre os atrativos de São Gabriel da Palha que são destinos de visitantes.

## História
A área onde está situado o atual município de São Gabriel da Palha fora habitada originalmente pelos índios botocudos. Contudo, foi somente no século XX que um núcleo de colonizadores veio a se consolidar, com o estabelecimento de uma caravana de imigrantes vindos de Colatina. Muitos deles vieram da Europa fugindo dos efeitos da Primeira Guerra Mundial e encontraram na localidade terras férteis e recursos hídricos.
No decorrer dos anos seguintes novas levas de imigrantes continuaram a chegar, dando sequência ao desmatamento para a expansão econômica e populacional. Inicialmente, as famílias de imigrantes que recebiam lotes tinham um prazo de cinco anos para ocupá-los. Caso contrário, o terreno era repassado a outra família. Em 1927, já havia um povoamento consolidado. As casas com acabamento de palha serviram como referência para a denominação que posteriormente veio a ser adotada pela localidade, em associação ao padroeiro São Gabriel Arcanjo: "São Gabriel da Palha".
Data de 1935 a fixação do primeiro padre, o vigário Franciszek Sokol, e de 1946 a inauguração da primeira estrada até Colatina. Em face do desenvolvimento observado, foi criado o distrito de São Gabriel pela lei estadual nº 265 de 22 de outubro de 1949. Nesse ato, sua área deixou de pertencer ao município de Alto Rio Novo e passou a fazer parte de Colatina.
Na década de 1960, a cultura do café já estava enraizada entre as principais atividades econômicas. Ao mesmo tempo, emanavam os movimentos a favor da emancipação, que veio a acontecer mediante a lei estadual nº 1.837 de 21 de fevereiro de 1963. A instalação do município, denominado São Gabriel da Palha, ocorreu em 14 de maio do mesmo ano, data que é considerada o dia do aniversário da cidade. Após a emancipação, foram desmembrados os territórios dos atuais municípios de Águia Branca (1988) e Vila Valério (1994).

## Geografia

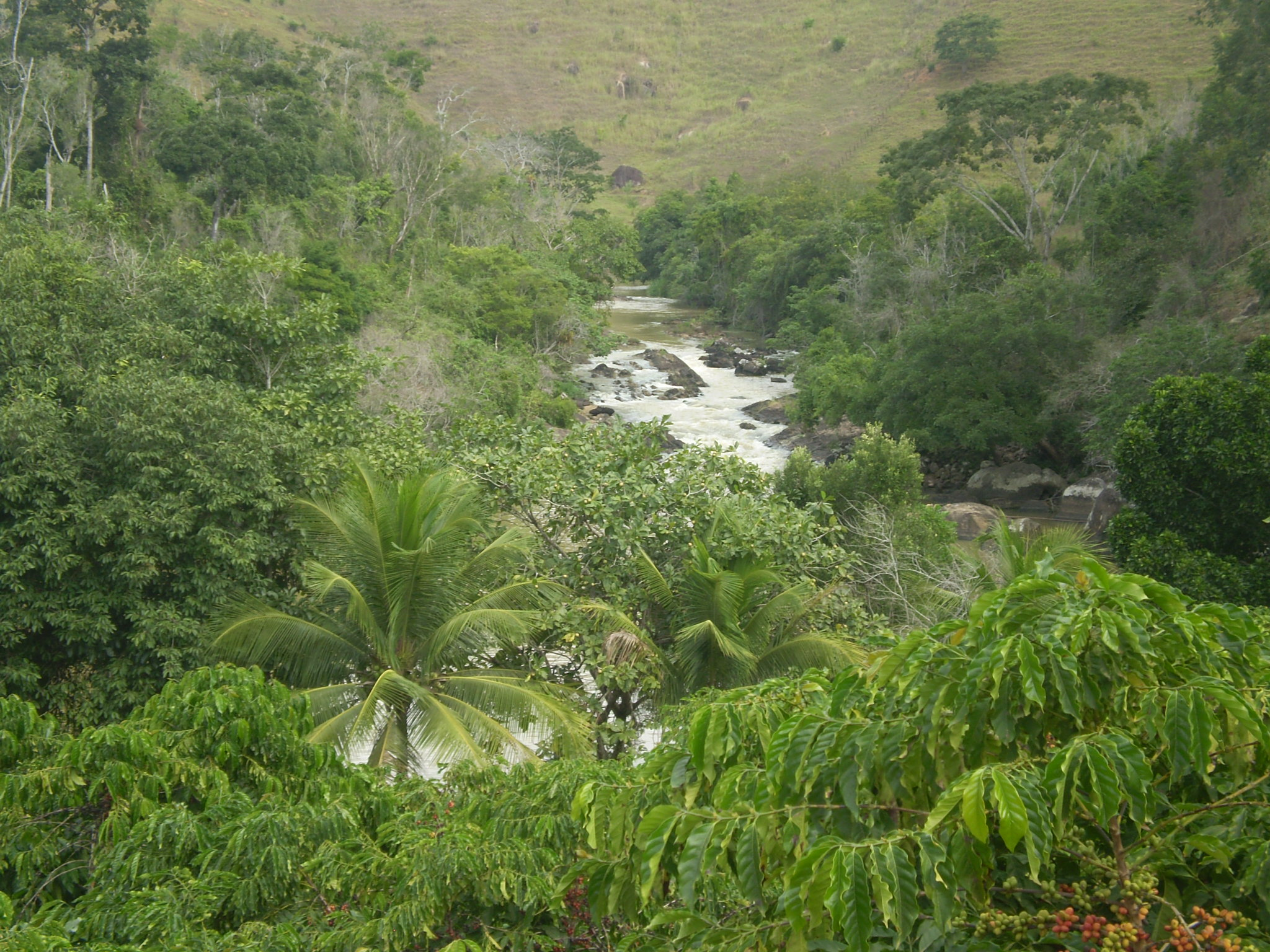
Rio São José em São Gabriel da Palha

A área do município, segundo o Instituto Brasileiro de Geografia e Estatística (IBGE), é de 434,887 km², sendo que 6,05 km² constituem a zona urbana. Situa-se a 19°01'01" de latitude sul e 40°32'09" de longitude oeste e está a uma distância de 210 quilômetros a noroeste da capital capixaba. Seus municípios limítrofes são Nova Venécia, São Mateus, São Domingos do Norte, Vila Valério e Águia Branca.
De acordo com a divisão regional vigente desde 2017, instituída pelo IBGE, o município pertence às Regiões Geográficas Intermediária e Imediata de Colatina. Até então, com a vigência das divisões em microrregiões e mesorregiões, fazia parte da microrregião de Nova Venécia, que por sua vez estava incluída na mesorregião do Noroeste Espírito-Santense.

### Relevo e meio ambiente
O relevo de São Gabriel da Palha é consideravelmente acidentado, mas variável, com sua sede situada a 180 metros (m) de altitude. O tipo de solo predominante é o latossolo vermelho-amarelo distrófico. A vegetação nativa foi consideravelmente suprimida para ceder espaço às atividades agropecuárias, principalmente a pecuária e a cafeicultura. Dessa forma, a maior parte do território municipal é ocupada por pastagens, que abrangiam 37,9% da área em 2013, seguidas pelas plantações de café (22,3%). Os remanescentes florestais correspondiam a 12,5% do território, mas se distribuíam em pontos dissolvidos e isolados. No mesmo ano, as matas nativas em estágio de recuperação ocorriam em 4,9% do município, a macega em 4,3% e a monocultura de eucalipto em 4%. Em 2017, 16,6% das propriedades rurais contavam com florestas destinadas à preservação permanente ou reservas e mais 4,9% possuíam florestas plantadas.
São Gabriel da Palha se encontra dividida entre os comitês das bacias hidrográficas dos "pontões e lagoas" e "Barra Seca e da foz" do rio Doce, que por sua vez integram a bacia do rio Doce. Os mananciais mais expressivos do município são os rios São José e Barra Seca, dos quais o São José banha a zona urbana, onde serve como fonte de abastecimento, além de ser um dos principais afluentes do rio Doce. O rio Barra Seca, por sua vez, nasce na divisa com Nova Venécia e abastece comunidades da zona rural. Entretanto, a área do município possui diversos cursos hídricos de pequeno porte que vertem para esses leitos principais.

### Clima
O clima gabrielense é caracterizado, segundo o IBGE, como tropical úmido (tipo Aw segundo Köppen), com diminuição de chuvas no inverno e temperatura média anual em torno dos 24 °C, tendo invernos frescos e verões chuvosos com temperaturas altas. O mês mais quente, fevereiro, tem temperatura média de 26,6 °C, enquanto que o mês mais frio, julho, possui média de 21,2 °C. Outono e primavera são estações de transição. O índice pluviométrico anual é de aproximadamente 1 200 mm, sendo junho o mês mais seco e dezembro o mais chuvoso.
De acordo com o Instituto Nacional de Pesquisas Espaciais (INPE), São Gabriel da Palha é o 48º colocado no ranking de ocorrências de descargas elétricas no estado do Espírito Santo, com uma média anual de 1,7299 raios por quilômetro quadrado. Apesar das médias históricas indicarem a reposição do déficit hídrico da estação seca durante a estação das chuvas, a cidade vem enfrentado estações secas cada vez mais prolongadas e intensas. A irregularidade das chuvas, associada à manipulação desmedida do solo, tem feito com que o município possua áreas com risco de desertificação.
| Dados climatológicos para São Gabriel da Palha | Dados climatológicos para São Gabriel da Palha | Dados climatológicos para São Gabriel da Palha | Dados climatológicos para São Gabriel da Palha | Dados climatológicos para São Gabriel da Palha | Dados climatológicos para São Gabriel da Palha | Dados climatológicos para São Gabriel da Palha | Dados climatológicos para São Gabriel da Palha | Dados climatológicos para São Gabriel da Palha | Dados climatológicos para São Gabriel da Palha | Dados climatológicos para São Gabriel da Palha | Dados climatológicos para São Gabriel da Palha | Dados climatológicos para São Gabriel da Palha | Dados climatológicos para São Gabriel da Palha |
| Mês | Jan                                            | Fev                                            | Mar                                            | Abr                                            | Mai                                            | Jun                                            | Jul                                            | Ago                                            | Set                                            | Out                                            | Nov                                            | Dez                                            | Ano                                            |
| --- | ---------------------------------------------- | ---------------------------------------------- | ---------------------------------------------- | ---------------------------------------------- | ---------------------------------------------- | ---------------------------------------------- | ---------------------------------------------- | ---------------------------------------------- | ---------------------------------------------- | ---------------------------------------------- | ---------------------------------------------- | ---------------------------------------------- | ---------------------------------------------- |
| Temperatura máxima média (°C) | 32,8                                           | 33,8                                           | 32,7                                           | 31,2                                           | 30,5                                           | 28,3                                           | 28,1                                           | 28,3                                           | 28,6                                           | 30,4                                           | 30,8                                           | 31,9                                           | 30,6                                           |
| Temperatura média (°C) | 26,1                                           | 26,6                                           | 26,1                                           | 24,7                                           | 23,3                                           | 21,5                                           | 21,2                                           | 21,5                                           | 22,5                                           | 24,1                                           | 24,8                                           | 25,7                                           | 24                                             |
| Temperatura mínima média (°C) | 21,2                                           | 21,3                                           | 21,2                                           | 19,9                                           | 19,1                                           | 16,3                                           | 15,8                                           | 16                                             | 17,4                                           | 19,2                                           | 20,3                                           | 21,1                                           | 19                                             |
| Precipitação (mm) | 197,2                                          | 113,6                                          | 140,1                                          | 77                                             | 34,9                                           | 28,5                                           | 29,6                                           | 42,8                                           | 40                                             | 94,8                                           | 180,4                                          | 223,6                                          | 1 202,5                                        |
| Umidade relativa (%) | 77                                             | 76                                             | 78                                             | 79                                             | 76                                             | 77                                             | 76                                             | 73                                             | 70                                             | 71                                             | 77                                             | 78                                             | 76                                             |
| Fonte: Instituto Capixaba de Pesquisa, Assistência Técnica e Extensão Rural (Incaper): temperaturas e precipitação; Climate-Data.org: umidade relativa |                                                |                                                |                                                |                                                |                                                |                                                |                                                |                                                |                                                |                                                |                                                |                                                |                                                |

## Demografia
Em 2010, a população do município foi contada pelo Instituto Brasileiro de Geografia e Estatística (IBGE) em 31 859 habitantes. Segundo o censo daquele ano, 15 905 habitantes eram homens (49,92% do total) e 15 954 habitantes mulheres (50,08%). Ainda segundo o mesmo censo, 24 325 habitantes viviam na zona urbana (76,35%) e 7 534 na zona rural (23,65%). Da população total em 2010, 7 001 habitantes (21,98%) tinham menos de 15 anos de idade, 22 542 habitantes (70,76%) tinham de 15 a 64 anos e 2 316 pessoas (7,27%) possuíam mais de 65 anos, sendo que a esperança de vida ao nascer era de 75,08 anos.
O distrito-sede possuía 28 243 habitantes em 2010, enquanto que 3 616 pessoas residiam no distrito de Fartura. No mesmo ano, a população gabrielense era composta por 15 855 pardos (49,77%), 14 780 brancos (46,39% do total), 1 146 negros (3,6%), 59 indígenas (0,18%) e 19 amarelos (0,06%). Quanto às religiões, 21 822 são católicos (68,5%), 8 194 evangélicos (25,72%), 137 Testemunhas de Jeová (0,43%), 24 espíritas (0,07%), 1 605 pessoas sem religião (5,04%) e os 0,24% restantes possuíam outras religiões além dessas ou não tinham religiosidade definida.

## Economia

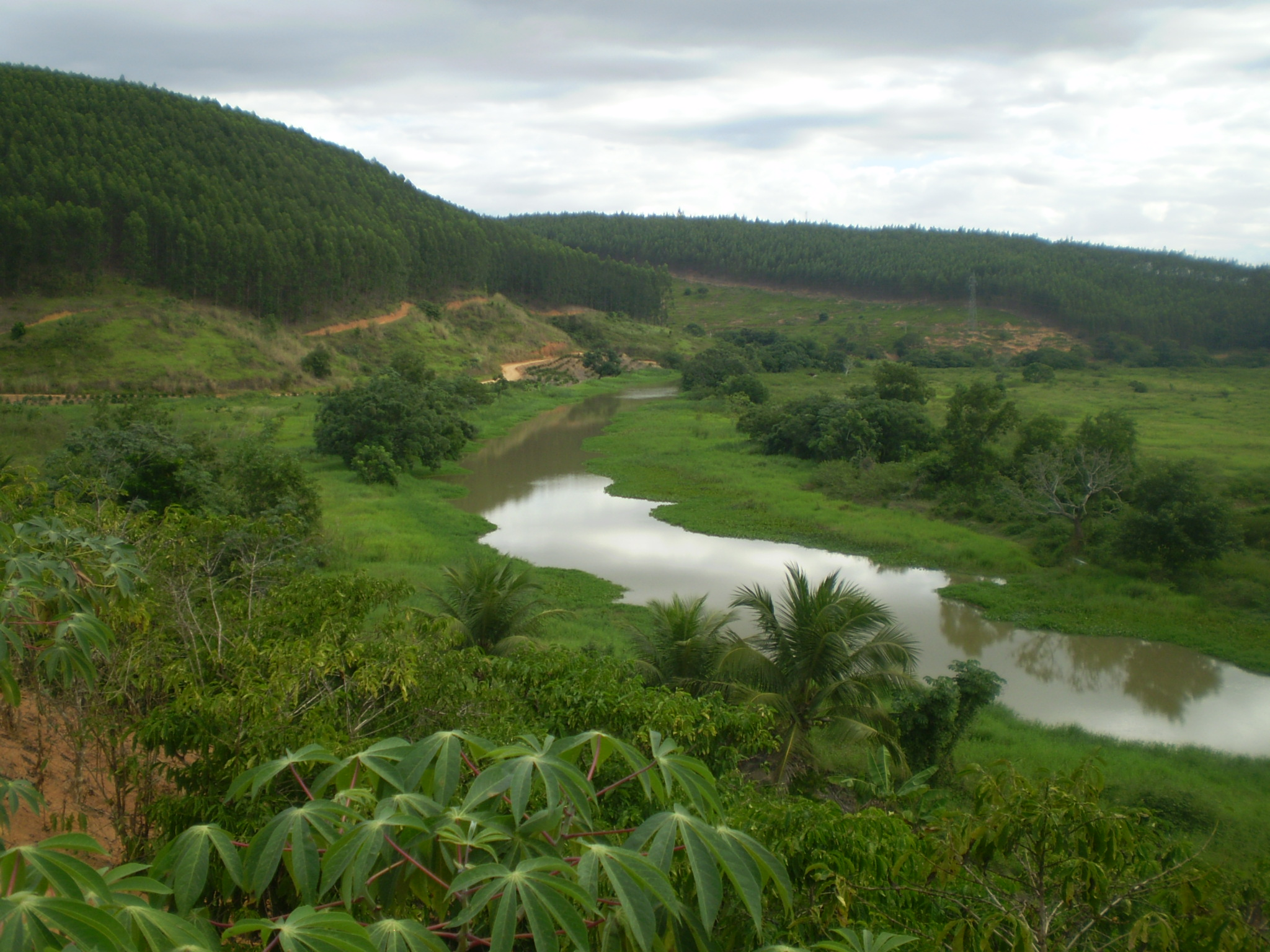
Monocultura de eucalipto na margem do rio São José, na zona rural do município.

O Produto Interno Bruto (PIB) de São Gabriel da Palha possui um rendimento diversificado no que se refere à variedade das atividades econômicas mais representativas. De acordo com dados do IBGE, relativos a 2019, o PIB do município era de R$ 633 028,62 mil. 53 537,96 mil eram de impostos sobre produtos líquidos de subsídios a preços correntes e o PIB per capita era de R$ 16 681,91. Em 2010, 72,08% da população maior de 18 anos era economicamente ativa, enquanto que a taxa de desocupação era de 3,9%.
A pecuária e a agricultura acrescentavam 42 927,88 mil reais na economia de São Gabriel da Palha em 2019, o que se deve sobretudo ao café, que é responsável por pelo menos 85,5% da produção de sua lavoura permanente. A cidade é conhecida como a "Capital Nacional do Café Conilon" em razão da prosperidade que essa variedade do café obteve no município desde a sua implementação, na década de 1970, sob esforços da administração municipal e do Instituto Brasileiro do Café (IBC). A Cooperativa Agrária dos Cafeicultores de São Gabriel (COOGABRIEL) é a maior cooperativa de café conilon do Brasil, com um total de 6 549 associados, segundo informações de maio de 2022. Assim, a cafeicultura é a principal atividade agrícola, sendo responsável por gerar uma significativa movimentação fundiária, enquanto que sua comercialização possibilita um giro de capital significante para o comércio local.
Outros cultivos permanentes que se sobressaem são o cacau, a banana e a manga, enquanto que os cultivos temporários mais representativos, por sua vez, são o feijão, o milho e a cana-de-açúcar. Essas culturas possuem importância sobretudo para a agricultura de subsistência. O reflorestamento com eucalipto, que também é gerador de uma significativa movimentação fundiária, é destinado principalmente para a fabricação de móveis e produtos de madeira, lenha e carvão vegetal. Com relação à pecuária, destaca-se a bovinocultura de leite e de corte.
A indústria, por sua vez, acrescentava 89 395,46 mil reais do PIB municipal em 2019. Esse setor é representado principalmente pela fabricação de produtos oriundos da produção agropecuária, como queijo, defumados, derivados da cana-de-açúcar e panificados, pelas indústrias de confecção e pela extração mineral. Ao mesmo tempo, 278 057,82 mil reais do PIB municipal eram do valor adicionado bruto do setor de serviços e 169 109,50 mil reais do valor adicionado da administração pública. Além do comércio, a presença de diversos atrativos naturais, como sítios e cachoeiras, reforça a contribuição do turismo para a economia do município.

## Infraestrutura

### Saúde e educação
A rede de saúde de São Gabriel da Palha inclui seis postos de saúde, três unidades básicas de saúde e dois hospitais gerais, segundo informações de 2018. Em 2020, foram registrados 249 óbitos por morbidades, dentre os quais as doenças do sistema circulatório representaram a maior causa de mortes (25,7%), seguida pelos tumores (19,3%). Ao mesmo tempo, foram registrados 470 nascidos vivos, sendo que o índice de mortalidade infantil no mesmo ano foi de 12,77 óbitos de crianças menores de um ano de idade a cada mil nascidos vivos. Cabe ressaltar que 15,61% das meninas de 15 a 17 anos tiveram filhos em 2017.
Em 2010, 83,76% das crianças com faixa etária entre cinco e seis anos estavam matriculadas na educação infantil, ao mesmo tempo que 86,93% da população de 11 a 13 anos cursavam as séries finais do ensino fundamental. Contudo, da população de 15 a 17 anos, 58,26% haviam finalizado o ensino fundamental, enquanto 34,36% dos residentes de 18 e 20 anos tinham terminado o ensino médio. Os habitantes tinham uma expectativa média de 9,21 anos de estudo, enquanto 13,49% das pessoas com 25 anos de idade ou mais eram analfabetas. Dentre essa faixa etária, 38,73% tinham completado o ensino fundamental, 23,94% o ensino médio e 6,57% o ensino superior. Já em 2021, havia 6 079 matrículas nas instituições de educação infantil e ensinos fundamental e médio da cidade.
| Ensino pré-escolar | 1 248 | 78  | 15 |
| Ensino fundamental | 3 840 | 227 | 30 |
| Ensino médio       | 991   | 77  | 4  |

### Habitação e transporte

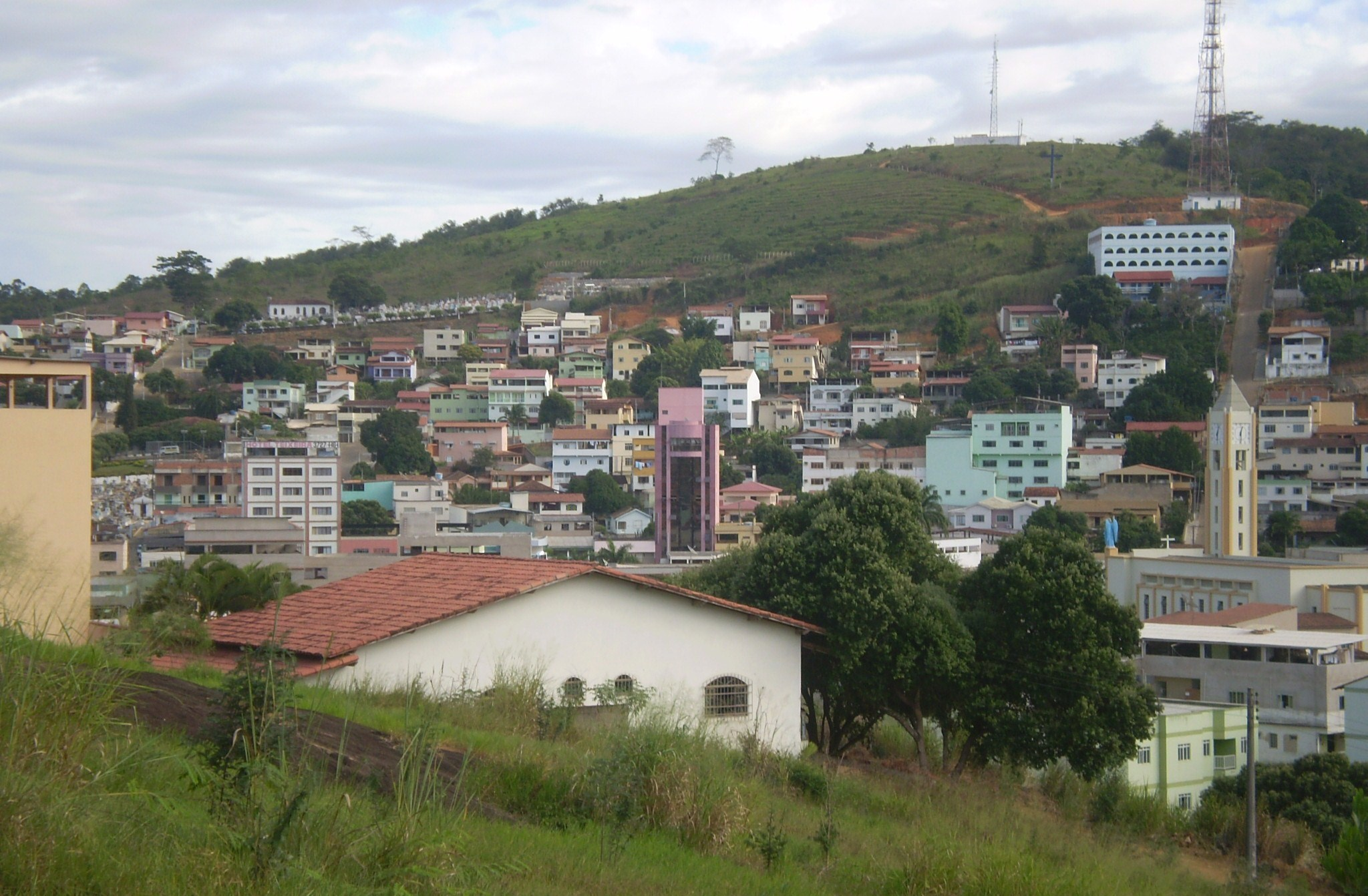
Vista da região central da cidade

No ano de 2010, a cidade tinha 10 256 domicílios particulares permanentes. Desse total, 8 788 eram casas, 1 425 eram apartamentos, 26 eram casas de vila ou em condomínio e 17 eram habitações em casa de cômodos ou cortiços. Do total de domicílios, 6 272 são imóveis próprios (5 723 já quitados e 549 em aquisição), 2 326 foram alugados, 1 601 foram cedidos (808 cedidos por empregador e 793 cedidos de outra forma) e 57 foram ocupados sob outra condição. No mesmo ano, 7 172 domicílios eram atendidos pela rede geral de abastecimento de água (69,92% do total), em 2 877 (28,05% deles) o abastecimento de água era feito por meio de poços e/ou nascentes na própria propriedade, em 202 (1,97%) por meio de poços e/ou nascentes de outras propriedades e os demais se abasteciam de outras formas.
Também em 2010, 10 234 domicílios (99,78% do total) possuíam abastecimento de energia elétrica; 10 103 (98,5% deles) possuíam banheiros para uso exclusivo das residências; e 7 583 (73,93%) eram atendidos pelo serviço de coleta de lixo. O código de área (DDD) é 027 e o Código de Endereçamento Postal (CEP) da cidade vai de 29780-000 a 29784-999. O serviço postal é atendido por agências da Empresa Brasileira de Correios e Telégrafos funcionando na sede municipal e em localidades rurais.
A frota municipal no ano de 2021 era de 23 296 veículos, sendo 7 887 motocicletas, 7 418 automóveis, 4 046 motonetas, 2 024 caminhonetes, 827 caminhões, 282 caminhonetas, 223 reboques,  192 ônibus, 120 utilitários, 102 semirreboques, 99 caminhões-trator, 53 micro-ônibus, 13 tratores de rodas, cinco triciclos, um ciclomotor, um sidecar e três classificados como outros tipos de veículos. A cidade está localizada às margens da ES-137, também chamada de Rodovia do Café, que liga São Gabriel da Palha a Nova Venécia e São Domingos do Norte. Outras rodovias que passam pelo município são a ES-344 (ligação com Vila Valério) e a ES-428 (acesso ao distrito de Fartura).